# Mademoiselle Préville
Mademoiselle Préville, bürgerlich Madeleine Angélique Michelle Drouin (* 17. März 1731 in Le Mans; † 7. Mai 1794 Senlis), war eine französische Schauspielerin.
Die ersten Schritte auf der Bühne machte Préville, wie ihre Schwester Madame Drouin, in der Provinz. Dort trat sie im Jahr 1747 in Marseille und 1749 in Lyon in Erscheinung. In Lyon lernte sie auch ihren späteren Ehemann Pierre-Louis Dubus, der sich Préville nannte, kennen. Die beiden erhielten im Jahr 1753 den Ruf nach Paris, wo sie ein Engagement an der Comédie-Française hatten. Jedoch verpatzte sie ihr Debüt, was zur Folge hatte, dass sie sich vorerst von der Bühne zurückzog. Aufgrund des Erfolgs ihres Ehemanns unternahm sie drei Jahre später einen erneuten Anlauf und dieses Mal gelang das Debüt. Sie wollte dabei keinesfalls den Erfolg ihres Mannes schmälern und spielte zuerst nur Nebenrollen. Erst später ging sie zu den großen Hauptrollen über, bei denen sie zusammen mit ihrem Mann auf der Bühne stand. Ihren Bühnenabschied nahm sie im Jahr 1786, zusammen mit ihrem Mann, war aber nochmal 1791 auf der Bühne aktiv. Ihren Lebensabend verbrachten sie in Senlis. Ihre Pension von 1500 Livre wurde für ihre über 33-jährigen Dienste an der Bühne um 2475 Livre erhöht. Im Laufe der Französischen Revolution verlor sie aber ihre Pensionsansprüche.
Das Ehepaar Préville hatte vier Kinder, drei Töchter und einen Sohn. Die erste Tochter, Marie, wurde 1750, noch in Lyon, vier Monate vor der Hochzeit geboren. Die zweite Tochter kam dann im Jahr 1755 zur Welt und wurde Claire-Louise-Alphonsine getauft. Für die dritte Tochter, Angelique-Marie, war 1758 der Ehemann von Madame de Pompadour Taufpate. Das vierte Kind, ein Sohn namens Antoine, kam 1760 zur Welt.